# Ceroxys baneai
Ceroxys baneai är en tvåvingeart som beskrevs av Gheorghiu 1994. Ceroxys baneai ingår i släktet Ceroxys och familjen fläckflugor.
Artens utbredningsområde är Rumänien. Inga underarter finns listade i Catalogue of Life.